# 오가타촌 (니가타현 나카칸바라군)
오가타촌(大形村)은 니가타현 나카칸바라군에 있던 촌이다. 1943년 6월 1일 니가타시로의 합병에 의해서 소멸해, 현재는 니가타시 히가시구의 일부가 되어 있다.
아래의 설명은 합병 직전 당시의 구 오가타촌에 대한 설명이며, 현재는 명칭 등이 다를 수 있다. 또한, 여기에 기술되지 않은 내용에 대해서는 니가타시 등의 기사를 참조. 

## 역사
- 1889년 4월 1일 - 정촌제 시행과 함께 나카칸바라군 오가타촌
- 1901년 4월 1일 - 신마쓰시마촌, 산카촌, 니혼오카촌이 합병해 오가타촌이 성립하였다.
- 1943년 6월 1일 - 니가타시에 편입되어 소멸하였다.

## 교통

### 철도
현재는 구촌 지역에 동일본 여객철도(JR 동일본) 하쿠신선 오가타역 설치되어 있지만, 당시에는 미개통 상태였다.

## 참고문헌
- 『新潟県年鑑（昭和八年度版）』新潟県年鑑社、1933年3月25日。
- 『新潟県年鑑（昭和九年度版）』新潟毎日新聞社、1933年12月31日。
- 『新潟県年鑑（昭和十年版）』新潟毎日新聞社、1934年12月7日。
- 『新潟県年鑑（昭和十一年版）』新潟毎日新聞社、1936年1月5日。
- 『新潟県年鑑（昭和十六年版）』新潟毎日新聞社、1940年12月1日。
- 『新潟県年鑑（昭和十七年版）』新潟日日新聞社、1941年11月20日。
- 『新潟県年鑑（昭和十八年版）』新潟日報社、1942年12月10日。